# Parkway Gardens Apartment Homes
Parkway Gardens Apartment Homes, conocido popular y coloquialmente bajo el apodo de O'Block, es un complejo de apartamentos en el área comunitaria de Greater Grand Crossing en el límite de Woodlawn y Washington Park, en el lado sur de Chicago, Illinois. Se estima que puede albergar una población de alrededor de 2000 personas. El complejo se construyó entre 1950 y 1955; el arquitecto Henry K. Holsman, que planificó varios de los desarrollos de viviendas asequibles de bajo precio de Chicago, diseñó los edificios modernistas. Es uno de los complejos de apartamentos más conflictivos de todo Chicago debido a su alta tasa de criminalidad. El apodo de "O'Block" rinde homenaje a Odee Perry, un joven de 20 años de edad residente en el complejo y miembro de bandas callejeras que fue asesinado por arma de fuego por una menor de 17 años también perteneciente a bandas callejeras en 2011. "Block" en inglés se utiliza para referirse a un complejo de apartamentos, urbanización o conjuntos de bloques de viviendas; naciendo así el apodo añadiéndole la "O", inicial del joven asesinado.
Parkway Gardens Apartament Homes fue la primera propiedad cooperativa de los residentes afroamericanos de la ciudad de Chicago, quienes experimentaron una escasez de viviendas durante la Segunda Gran Migración debido a la segregación racial.
Varias personas célebres de origen afroamericano se criaron en este complejo de apartamentos, siendo los más destacados la ex dama de los Estados Unidos de América Michelle Obama, y los raperos Chief Keef, King Von, Lil Durk y Fredo Santana, entre otros. King Von (1994-2020), uno de los más mayores exponentes de la música hip-hop en el complejo, saltó a la fama con el tema "Took her to the O" en 2020 (literalmente "La llevé a la O" haciendo la letra "O" referencia a O'Block). Chief Keef es conocido como uno de los pioneros del drill (subgénero de la música hip-hop). Es común que los artistas residentes hablen comúnmente sobre la vida callejera, crimen, bandas organizadas, drogas, etc. en Parkway Gardens Apartment Homes.
Debido a que el complejo es considerado como uno de los bloques más violentos de Chicago y de los Estados Unidos, está incluido en el Registro Nacional de Lugares Históricos .
Parkway Gardens Apartment Homes, construido entre 1950 y 1955, fue el último de los numerosos diseños de desarrollos habitacionales de Henry K. Holsman en Chicago. Holsman comenzó a diseñar viviendas para personas de bajos ingresos en Chicago en la década de 1910, cuando se produjo una escasez de viviendas urbanas después de la Primera Guerra Mundial. Trabajó en varios de los principales proyectos de vivienda de la Autoridad de Vivienda de Chicago en la década de 1930; más adelante en la década, comenzó a desarrollar sus proyectos con financiación de la Autoridad Federal de Vivienda. A partir de la década de 1940, Holsman se centró en diseñar residencias para los ciudadanos afroamericanos de Chicago, como su comunidad de Princeton Park .
Si bien la población afroamericana de Chicago creció entre 1920 y 1970 debido a las Grandes Migraciones, las políticas de vivienda discriminatorias obligaron a los afroamericanos a vivir en la sección "Cinturón Negro" del lado sur de la ciudad, que no tenía suficientes viviendas para satisfacer la demanda. Después de completar los apartamentos Winchester-Hood y Lunt-Lake en el lado norte, Holsman comenzó a trabajar en los jardines Parkway, de diseño similar, como un retorno a la comunidad afroamericana del lado sur. El complejo reemplazó al Parque de Atracciones White City, que había funcionado en el sitio desde 1905. La empresa de Holsman se declaró en quiebra antes de que se abriera el complejo debido a decisiones financieras equivocadas, una de las cuales resultó en la condena de Holsman por fraude postal.
El complejo fue el primer desarrollo de viviendas afroamericanas de propiedad cooperativa en los Estados Unidos. Si bien Holsman había trabajado en viviendas cooperativas en el pasado, su adopción por parte de los afroamericanos se consideró un gran éxito para la comunidad. Mary McLeod Bethune pronunció un discurso en la ceremonia de colocación de la primera piedra del proyecto, a la que asistieron el gobernador Adlai Stevenson II, el alcalde de Chicago, Martin H. Kennelly, y ambos senadores estadounidenses del estado. Los defensores de la vivienda asequible y de los derechos civiles elogiaron el desarrollo cuando se completó, citando su calefacción y electrodomésticos modernos y sus unidades expansivas. El complejo atrajo a residentes afroamericanos de orígenes de bajos ingresos, incluida la familia de la futura primera dama Michelle Obama, que vivía allí en el momento de su nacimiento. Parkway Gardens pasó de ser propiedad cooperativa a ser administrado por HUD en la década de 1970 y a ser propiedad privada en la década de 1980. Tras el cambio de propietario, el inmueble se deterioró por falta de inversión en modernización y mantenimiento.
La filial de Chicago de la firma inmobiliaria nacional Related Companies y un importante desarrollador de viviendas asequibles y de uso mixto conocido por su experiencia en proyectos de preservación compró Parkway Gardens en 2011. La empresa completó una renovación importante de la propiedad en septiembre de 2013, preservando un sitio con importancia histórica y brindando un lugar asequible para vivir para 2.000 personas. Esta renovación de Parkway Gardens recibió el Premio de Desarrollo Vecinal de Chicago 2014 al Proyecto Inmobiliario Vecinal Destacado con Fines de Lucro de la Corporación de Apoyo a Iniciativas Locales de Chicago.
Desde finales de la década de 2000 hasta principios de la década de 2010, Parkway fue el centro de tiroteos de pandillas, principalmente entre adolescentes y adultos jóvenes. Los inquilinos de Parkway y los líderes de la comunidad protestaron contra la ola de delincuencia que se produjo después de que CHA demoliera el complejo Robert Taylor Homes, infestado de drogas, apodado "Calumet Buildings", que alguna vez estuvo ubicado en 6217 S. Calumet Ave. Los 28 edificios de ladrillo rojo de 16 pisos del proyecto fueron la base de operaciones de la pandilla Black Disciples. En un artículo del Chicago Tribune de 2004 se afirmó que los traficantes de drogas en Robert Taylor Homes estaban recaudando ganancias por la venta de drogas de hasta 300.000 dólares por día. Después de la demolición de Robert Taylor Homes en 2006, Black Disciples trasladó sus operaciones a Parkway Gardens, que en ese momento era una zona de viviendas asequibles para familias de bajos ingresos y se había convertido en territorio de Gangster Disciples.
A principios de la década de 2010, la actividad de las pandillas se disparó y Parkway Gardens se convirtió en el centro de uno de los barrios más violentos de Chicago. La cuadra 6400 de South King Drive era conocida localmente como "WIIIC CITY", pero comenzó a llamarse "O'Block" después del asesinato en 2011 de la residente y miembro de Black Disciples, Odee Perry.  Con este nuevo nombre, se ha vuelto conocido a nivel nacional debido a los antiguos residentes de Parkway Gardens, los raperos Chief Keef, King Von, Fredo Santana y Lil Durk, cuya música a menudo hace referencia a Parkway Gardens y su violencia. Entre junio de 2011 y junio de 2014, Parkway Gardens tuvo la mayor cantidad de tiroteos de cualquier cuadra de Chicago. Muchos de estos tiroteos ocurrieron en 2011 y 2012, y la policía de la ciudad informó que desde entonces la violencia en el complejo ha disminuido de manera constante. La violencia se origina principalmente de rivalidades entre pandillas entre los Gangster Disciples y los Black Disciples, quienes controlan territorio cerca del bloque.
El complejo fue añadido al Registro Nacional de Lugares Históricos el 22 de noviembre de 2011, por su importancia arquitectónica y su papel en el desarrollo de la comunidad afroamericana.  
Holsman le dio a Parkway Gardens Apartment Homes un diseño modernista inspirado en los proyectos de vivienda europeos de las décadas de 1920 y 1930. El complejo es de poca altura e incluye varios edificios sin ascensor, lo que le da un toque personal en una época en la que los proyectos de viviendas de rascacielos eran comunes. El complejo incluye treinta y cinco edificios; veinticuatro de ellos son edificios sin ascensor, mientras que los once restantes son edificios de ocho pisos. La distribución del desarrollo enfatizó la amplitud, la luz y el flujo de aire y apuntó las entradas hacia el interior del complejo en lugar de hacia la calle. En lugar de ornamentación, los tramos en ángulo dieron variedad a los exteriores, una característica inspirada en las "casas en zigzag" alemanas. Los pocos elementos decorativos, que incluyen balcones voladizos y ventanas en cinta, son típicos de los edificios modernistas.
- King Von, rapero y compositor [15][16]
- Chief Keef, rapero y productor discográfico [17]
- Michelle Obama, abogada, autora y primera dama de los Estados Unidos de 2009 a 2017 [18]